# Список керівників держав 250 року
Список керівників держав 250 року — це перелік правителів країн світу 250 року
Список керівників держав 249 року — 250 рік — Список керівників держав 251 року — Список керівників держав за роками

## Європа
- Боспорська держава — цар Рескупорід V (240-276)
- Ірландія — верховний король Кормак мак Арт (226-266)
- Римська імперія
  - імператор Децій Траян (249-251)
    - консул Децій Траян (250)
    - консул Веттій Грат (250)
      - Норик — Гай Макриній Деціан

## Азія
- Близький Схід
  - Велика Вірменія — цар Трдат II (217-252)
- Диньяваді (династія Сур'я) — раджа Патипат (245-298)
- Іберійське царство — цар Мітрідат IV (249-265)
- Індія
  - Царство Вакатаків — імператор Віндх'яшакті (250-270)
  - Імперія Гуптів — магараджа Шрі-Гупта (240-280)
  - Західні Кшатрапи — махакшатрап Віджаясена (239-250)
  - Кушанська імперія — великий імператор Васішка II (240-250)
  - держава Паллавів — махараджахіраджа Баппадева (бл.250)
  - Держава Чера — цар Іламчерал Ірумпораі (241-257)
- Китай
  - Династія Вей — імператор Цао Фан (Ци-ван) (239-254) правив за допомогою регента Сима І (249-251)
  - Династія У — імператор Сунь Цюань (222-252)
  - Династія Шу — імператор Лю Шань (223-263)
    - шаньюй південних хунну Лю Бао (215—260)
- Корея
  - Кая (племінний союз) — ван Кодин (199-259)
  - Когурьо — тхеван (король) Юнгчхон (248-270)
  - Пекче — король Коі (234-286)
  - Сілла — ісагим (король) Чхомхе (247-261)
- Паган — король Хті Мін Ін (242-299)
- Персія
  - Бактрія і Гандхара — кушаншах Пероз I (250-265)
  - Держава Сасанідів — шахіншах Шапур I (241-272)
- Сипау (Онг Паун) — Сау Со Хом Па (237-257)
- плем'я табгачів — вождь Тоба Лівей (219-277)
- Японія — імператриця Дзінґу (201-269)
- Ліньї — Фам Хунг (220—284)

## Африка
- Аксумське царство — негус Сембрітес (бл.250)
- Царство Куш — цар Текерідеамані II (246-266)